# Eric Mayne
Pour les articles homonymes, voir Mayne.
Eric Mayne  (né le 27 avril 1865 à Dublin et mort le 9 février 1947 à Hollywood) est un acteur américain d'origine irlandaise, actif essentiellement pendant la période du cinéma muet.

## Biographie
Né à Dublin, Eric Mayne est une star sur scène à Londres au début du XXe siècle au London Lyceum et à Drury Lane.  En 1908 et 1910, il joue le prince Hildred dans Le Prince et la mendiante au Lyceum Theatre de Londres. Il apparaît dans nombre de films muets dans les années 1920. 
Eric Mayne meurt dans son sommeil le 9 février 1947 à Hollywood.

## Filmographie partielle
- 1914 : La Treizième Heure (The Man of the Hour) : Charles Wainwright
- 1919 : Should a Husband Forgive? de Raoul Walsh : John Carroll
- 1921 : Eugénie Grandet de Rex Ingram : Victor Grandet
- 1921 : The Silver Car de David Smith : Comte Michael Temesvar
- 1922 : La Dictatrice (My American Wife) de Sam Wood : Carlos DeGrossa
- 1922 : Les Bons Larrons (Turn to the Right) de Rex Ingram : Mr. Morgan
- 1923 : Suzanna de F. Richard Jones : Don Diego
- 1923 : Cameo Kirby de John Ford : Colonel Randall
- 1923 : Calvaire d'apôtre (The Christian) de Maurice Tourneur : le docteur
- 1923 : Les Femmes libres (Prodigal Daughters) de Sam Wood : Dr Marco Strong
- 1924 : Mon cœur et mes millions (Her Night of Romance) de Sidney Franklin : Dr. Scott
- 1925 : The Unchastened Woman de James Young : rôle indéterminé
- 1925 : East Lynne de Emmett J. Flynn : Comte de Mount-Severn
- 1925 : Too Much Youth de Duke Worne : George Crandall
- 1926 : Gagnant quand même (The Shamrock Handicap) de John Ford : le médecin
- 1926 : Money to Burn de Walter Lang : Don Diego Valdez
- 1931 : Arrowsmith de John Ford : un dignitaire
- 1931 : La Princesse amoureuse (The Royal Bed) de Lowell Sherman : un invité au Grand Bal
- 1931 : Ambassador Bill de Sam Taylor : dignitaire à la Cour
- 1932 : Rackety Rax de Alfred L. Werker : Dr. Vanderveer
- 1933 : La Soupe au canard (Duck Soup) de Leo McCarey : le juge